# Ljudski vrt-stadion
Ljudski vrt Stadion (letterlijk: Volkstuin Stadion) is een multifunctioneel voetbalstadion gelegen op de linkeroever van de rivier de Drau in de wijk Koroška Vrat in Maribor, Slovenië. Het stadion werd geopend op 12 juli 1952.
Het complex, een ontwerp van architecten Milan Černigoj en Boris Pipan, fungeerde als thuishaven van Branik Maribor (opgeheven in 1960), en vanaf 1961 als het thuisstadion van de opvolger van die club, NK Maribor. Het stadion wordt sinds medio jaren negentig tevens gebruikt door het Sloveens voetbalelftal.

## Interlands
Het Sloveens voetbalelftal speelde tot op heden 24 interlands in het Ljudski vrt-stadion.
| 1  | 27 april 1994     | Slovenië – Cyprus          | 3 – 0 | Oefeninterland  |
| 2  | 7 september 1994  | Slovenië – Italië          | 1 – 1 | EK-kwalificatie |
| 3  | 16 november 1994  | Slovenië – Litouwen        | 1 – 2 | EK-kwalificatie |
| 4  | 29 maart 1995     | Slovenië – Estland         | 3 – 0 | EK-kwalificatie |
| 5  | 14 oktober 1998   | Slovenië – Letland         | 1 – 0 | EK-kwalificatie |
| 6  | 9 oktober 1999    | Slovenië – Griekenland     | 0 – 3 | EK-kwalificatie |
| 7  | 20 augustus 2008  | Slovenië – Kroatië         | 2 – 3 | Oefeninterland  |
| 8  | 10 september 2008 | Slovenië – Slowakije       | 2 – 1 | WK-kwalificatie |
| 9  | 11 oktober 2008   | Slovenië – Noord-Ierland   | 2 – 0 | WK-kwalificatie |
| 10 | 19 november 2008  | Slovenië – Bosnië en Herz. | 3 – 4 | Oefeninterland  |
| 11 | 28 maart 2009     | Slovenië – Tsjechië        | 0 – 0 | WK-kwalificatie |
| 12 | 12 augustus 2009  | Slovenië – San Marino      | 5 – 0 | WK-kwalificatie |
| 13 | 9 september 2009  | Slovenië – Polen           | 3 – 0 | WK-kwalificatie |
| 14 | 18 november 2009  | Slovenië – Rusland         | 1 – 0 | WK-kwalificatie |
| 15 | 3 maart 2010      | Slovenië – Qatar           | 4 – 1 | Oefeninterland  |
| 16 | 4 juni 2010       | Slovenië – Nieuw-Zeeland   | 3 – 1 | Oefeninterland  |
| 17 | 3 september 2010  | Slovenië – Noord-Ierland   | 0 – 1 | EK-kwalificatie |
| 18 | 11 oktober 2011   | Slovenië – Servië          | 1 – 0 | EK-kwalificatie |
| 19 | 12 oktober 2012   | Slovenië – Cyprus          | 2 – 1 | WK-kwalificatie |
| 20 | 11 oktober 2013   | Slovenië – Noorwegen       | 3 – 0 | WK-kwalificatie |
| 21 | 9 oktober 2014    | Slovenië – Zwitserland     | 1 – 0 | EK-kwalificatie |
| 22 | 8 september 2015  | Slovenië – Estland         | 1 – 0 | EK-kwalificatie |
| 23 | 17 november 2015  | Slovenië – Oekraïne        | 1 – 1 | EK-kwalificatie |
| 24 | 11 oktober 2021   | Slovenië – Rusland         | 1 – 2 | WK-kwalificatie |